# Alberte Simonsen
Alberte Simonsen (født 8. november 1999 i Silkeborg, Danmark) er en dansk håndboldspiller, der spiller for Ringkøbing Håndbold som stregspiller. Hun har udover håndbold været med til at oprette undertøjsfirmaet Unify Underwear og studerer også på Aarhus Universitet.
Efter tre sæsoner i klubben, forlængede Simonsen i februar 2021 med klubben frem til sommeren 2023.
Hun blev i april 2022 udnævnt til Årets hold i Bambusa Kvindeligaen 2021-22, med 104 mål på 144 forsøg og 16 assists. Simonsen skrev i oktober 2022 under på en to-årig kontrakt med topklubben Viborg HK, gældende fra sommeren 2023.